# Терлок (Калифорнија)
Терлок (енгл. Turlock) град је у америчкој савезној држави Калифорнија. По попису становништва из 2010. у њему је живело 68.549 становника.

## Демографија
Према попису становништва из 2010. у граду је живело 68.549 становника, што је 12.739 (22,8%) становника више него 2000. године.
| Група             | 2000.          | 2010.          |
| Белци             | 33.717 (60,4%) | 36.220 (52,8%) |
| Афроамериканци    | 798 (1,4%)     | 1.160 (1,7%)   |
| Азијати           | 2.518 (4,5%)   | 3.865 (5,6%)   |
| Хиспаноамериканци | 16.422 (29,4%) | 24.957 (36,4%) |
| Укупно            | 55.810         | 68.549         |